# ماجالنگکا
ماجالنگکا (اندونزیایی: Majalengka) شهری در استان جاوه غربی کشور اندونزی است. جمعیت این شهر بر اساس سرشماری سال ۱۹۹۰ میلادی، ۲۸٫۸۶۴ نفر و بر اساس سرشماری سال ۲۰۰۰ میلادی، ۶۴٫۱۵۲ بوده که در سال ۲۰۰۷ میلادی به ۱۰۰٫۳۴۲ نفر افزایش یافته‌ است.